# Feliciano Rivilla
Feliciano Rivilla Muñoz (* 21. August 1936 in Ávila; † 6. November 2017 in Madrid) war ein spanischer Fußballspieler.

## Vereinslaufbahn
Feliciano Rivilla gehörte zusammen mit seinen damaligen Mitspielern Jorge Griffa und Isacio Calleja zu der wohl bis heute bedeutendsten Verteidigung von Atlético Madrid. Gemeinsam mit Letztgenanntem bildete er eine großartige „Außenverteidigerzange“, die es in der Fußballwelt zu viel Ruhm schaffte. Nach seinen ersten Schritten im Fußball wechselte der Defensivspieler im Alter von 19 Jahren nach Madrid, wo er zu Beginn an die zweite Mannschaft von Real Madrid und anschließend an Rayo Vallecano ausgeliehen wurde.
Nach seinen Lehrjahren abseits der Rojiblancos feierte er am 21. September 1958 bei der 2:4-Niederlage in Valencia sein Debüt im Dress der Rot-Weißen. Mit vier Gegentreffern und Rivilla auf dem Rasen fasste man damals als Zuschauer ein Erlebnis auf, was sich in Zukunft kaum mehr wiederholen sollte. Mit drei Pokalsiegen und einer Meisterschaft in seiner Zeit in der Hauptstadt gehört er bis heute zu den erfolgreichsten Akteuren, die je im Verein beschäftigt waren. Selbstverständlich gehörte  auch er dem Team an, das 1962 im Finale des Europapokal der Pokalsieger triumphierte. Wie sein Gegenüber Calleja stand Rivilla selten für technische Kabinettstückchen, sondern reduzierte sein Repertoire auf die Arbeit eines Abwehrspielers in der damaligen Zeit, so dass es auch nicht überrascht, dass er nur sieben Treffer in seiner gesamten Karriere in Rot-Weiß markierte. Über zehn Jahre stellte er seine Dienste zur Verfügung, bevor er dann 1968 einen Schlussstrich zog und im Alter von 32 Jahren seine Laufbahn als Fußballer beendete. Aufgrund seiner Verdienste im Klub vermachte ihm dieser im Spätjahr 1969 noch ein Freundschaftsspiel gegen den brasilianischen Spitzenverein FC Santos, bei dem er ein letztes Mal seine Qualitäten beweisen konnte.

## Nationalmannschaft
In der spanischen Fußballnationalmannschaft war Rivilla auch ein absolut fester Bestandteil, denn an der Seite seiner Vereinskollegen gewann er die Fußball-Europameisterschaft 1964. Das Finale am 21. Juni 1964 im Estadio Santiago Bernabéu entschied die „selección“ mit seinem Atlético-Vereinstrainer José Villalonga nach Treffern von Pereda und Marcelino mit 2:1 Toren gegen die von Torhüter Lew Jaschin angeführte Sowjetunion. Unter seine 26 Länderspiele fielen auch die beiden Weltmeisterschaften 1962 und 1966. Rivilla kam aber nur bei der WM 1962 in Chile einmal im Gruppenspiel am 31. Mai in Vina del Mar gegen den späteren Finalisten Tschechoslowakei zum Einsatz. Bei den Gruppenspielen 1966 in England gegen Deutschland, Argentinien und die Schweiz wurde er nicht berücksichtigt. Zuletzt fungierte die Atlético-Legende als Vizepräsident der spanischen Vereinigung für ehemalige Nationalspieler.